# Into the Electric Castle
Albums de Ayreon
Actual Fantasy
(1996) The Dream Sequencer
(2000)
Into the Electric Castle est un album studio du projet Ayreon. L'album a d'abord été publié en 1998 sous la bannière de Transmission et re-publié en 2004 sous la bannière de InsideOut Music.

## Pistes

### CD1
1. Welcome To The New Dimension - 3:05
2. Isis And Osiris - 11:11
  1. Let The Journey Begin
  2. The Hall Of Isis And Osiris
  3. Strange Constellations
  4. Reprise
3. Amazing Flight -10:15
  1. Amazing Flight In Space
  2. Stardance
  3. Flying Colours
4. Time Beyond Time - 6:05
5. The Decision Tree (We're Alive) - 6:24
6. Tunnel Of Light - 4:05
7. Across The Rainbow Bridge - 6:20

### CD2
1. The Garden Of Emotions - 9:40
  1. In The Garden Of Emotions
  2. Voices In The Sky
  3. The Aggression Factor
2. Valley Of The Queens - 2:25
3. The Castle Hall - 5:49
4. Tower Of Hope - 4:54
5. Cosmic Fusion - 7:27
  1. I Soar On The Breeze
  2. Death's Grunt
  3. The Passing Of An Eagle
6. The Mirror Maze - 6:34
  1. Inside The Mirror Maze
  2. Through The Mirror
7. Evil Devolution - 6:31
8. The Two Gates - 6:38
9. "Forever" Of The Stars - 2:02
10. Another Time, Another Space - 5:20

Toutes les chansons composés par Arjen Anthony Lucassen sauf : 
- Fish a écrit les paroles du personnage 'Highlander' sur les pistes 2, 5 et 6.
- Jay van Feggelen a écrit les paroles du personnage 'Barbarian' sur la piste 3.
- Anneke van Giersbergen a composé la mélodie pour le personnage 'Egyptian' sur la piste 6.
- Peter Daltrey a écrit les paroles pour les pistes 1 et 15 ainsi que toute la narration.

## Résumé de "Into the Electric Castle"

### Welcome To The New Dimension
L'histoire commence avec une voix étrange (Peter Daltrey). Cette voix invite 8 personnes à effectuer différentes épreuves. Elle leur dit qu'ils sont dans un lieu où il n'y a ni temps ni espace. Les encourageant à poursuivre, la voix leur accorde une tâche, arriver au château électrique (electric castle) et découvrir ce qui se trouve à l'intérieur de celui-ci.

### Isis And Osiris
Les personnages apparaissent. À leur arrivée, le montagnard (Fish) Affirme que c'est l'enfer, et qu'il est là pour payer pour ses péchés, tandis que l'Indienne (Sharon den Adel) pense que c'est un voyage. Le Chevalier (Damian Wilson) croit que cet endroit est l'île de Avalon et qu'il est ici pour trouver le Saint Graal, mais le Romain (Edwin Balogh) estime qu'il est dans le souterrain, les « mâchoires de Orcus ». Enfin, l'Égyptienne (Anneke van Giersbergen) estime qu'ils vont vers les champs de Yaaru et qu'ils sont entrés dans le hall d'Isis et d'Osiris. Le Romain appelle désespérément Mars et Jupiter, tandis que le montagnard conclut qu'ils sont perdus parce qu'ils ne peuvent pas reconnaître les constellations, essentielle pour aider ces voyageurs. Il sent que la fin est proche.

### Amazing Flight
La voix leur demande instamment de continuer, dans un lieu que le Barbare (Jay Van Feggelen) prétend maudit, pensant être là pour une quête. Il se vante de tout ce qu'il a pu faire dans sa vie de guerrier. Pendant ce temps, le Hippie (Arjen Anthony Lucassen) jouit de la beauté de l'endroit, croyant qu'il est dans une stupeur d'origine médicamenteuse.

### Time Beyond Time
L'homme du futur (Reekers Edward) demande au chevalier s'il s'agit de la réalité ou d'une simulation. Le chevalier ne tient pas compte de ses mots bizarres et lui raconte sa quête du Graal, tandis que le Romain se désespère qu'ils ne parviennent pas à Élysée.

### The Decision Tree
Les héros arrivent à l'Arbre de la Décision, où la voix leur dit que l'un d'eux doit mourir. Le Barbare insiste sur le fait qu'il ne sera pas celui qui mourra. Le montagnard cède la place à la culpabilité, parce qu'il a fait des choses terribles au nom de ceux qu'il a suivis. Les autres sont déterminés à survivre. Le Barbare dit que le montagnard n'a pas d'orgueil, que c'est donc à lui de mourir. Le montagnard accuse le Barbare d'être un menteur et un vantard.

### Tunnel Of Light
La voix exhorte les autres à entrer dans le tunnel de lumière, et ils continuent leur route avec joie et détermination. Le montagnard ne peut pas supporter la lumière du tunnel et reste derrière. Il accepte sa mort lentement, et reste mourir tandis que les autres continuent. L'Égyptienne appelle les noms de Ra, Heliopolis, Ka et Amenti, Le Romain estime qu'ils vont à l'Elysée, tandis que le Chevalier pense à Avalon.

### Across The Rainbow Bridge
La voix invite les héros à franchir le Pont Arc-En-Ciel, fragile et pourtant si fort  à travers la mer de larmes, afin d'arriver au Château électrique. Ils commencent à se souvenir de leurs douleurs passées, tandis que le Chevalier songe à son amour perdu, à sa détermination à revenir en arrière, à revenir à son temps afin de la rencontrer à nouveau. Le Romain est beaucoup plus passionné dans la recherche, croyant être en présence de la rivière Styx, tandis que le hippie est perdu, appréciant cet environnement coloré arc-en-ciel.

### The Garden Of Emotions
Les héros arrivent au jardin des émotions, situé en face du château électrique. La voix leur dit qu'ils doivent passer par le jardin afin d'atteindre le château. Le Hippie, maintenant réveillé, est ravi par le spectacle qu'il voit, le monde magique qui l'entoure. Les mots de l'Égyptienne deviennent plus morbides, comme si elle sentait que Amon-Ra était venu pour elle. Pendant ce temps, le Romain et le Barbare argumentent sur qui prendra la tête et guidera les autres à travers le jardin, tandis que l'Indienne craint l'intention hostile de la voix. L'Indienne et le Chevalier font allusion aux émotions en hausse. L'homme du futur est convaincu que le jardin est en fait un algorithme informatique qui transforme leurs émotions négatives à leur encontre, et les exhorte à se rassembler pour former une équipe.

### Valley Of The Queens
L'Égyptienne, submergée par ses émotions, perd sa volonté de continuer. Elle s'écarte du reste du groupe, et erre seule jusqu'à ce qu'elle s'arrête et meurt ainsi, dans l'espoir d'atteindre la salle d'Osiris, puis la Vallée des Reines.

### The Castle Hall
Les héros confrontent leurs passés respectifs dans le hall du château. Pendant que le Barbare revoit les esprits des victimes de ses exactions, le Chevalier prie Excalibur, le Roi Arthur, Merlin et les chevaliers de la table ronde de lui conférer le courage de surmonter cette épreuve.

### Tower of Hope
En gravissant les marches de la tour de l'espoir, d'où, la voix affirme, on peut contempler un millier de futurs, le Hippie voit un futur de paix et d'harmonie. L'Homme du Futur, cependant, garde les pieds sur terre et reste conscient du fait qu'ils sont toujours dans le château électrique.

### Cosmic Fusion
En haut de la tour de l'espoir, la Mort en personne tend un piège à l'Indienne et l'emporte.

### The Mirror Maze
La voix leur dit qu’il est temps de se confronter à eux-mêmes. Le hippie se revoit enfant, entre des parents qui se disputent. Le romain ne peut supporter ses peurs intérieures. Le chevalier l’encourage à briser le miroir.

### Evil Devolution
La voix les défie alors d’ouvrir la porte suivante qui ouvre vers le futur. L’homme du futur voit l’homme devenir mi-homme mi-machine, est-ce l’avenir de l’humanité ?

### The Two Gates
Ils se retrouvent devant deux portes. La première est censée les ramener dans leur propre époque. La seconde coupe toutes les connexions : c’est l’oubli. Le barbare fait le choix de la porte d’oubli. Pensant aller au Valhalla auprès d’Odin, il disparaît dans un monde d’obscurité qui le terrifie. Le chevalier se demande s’ils ont réussi ou échoué. Il s’adresse à la voix et lui demande ce qu’elle est réellement.

### "Forever" Of the Stars
La voix leur révèle qu’il s’appelle « Forever ». Il est sans âge et vient des étoiles. Il fait partie d’une race qui a ensemencé la terre, après avoir provoqué la disparition des dinosaures à la suite de la collision avec une comète. Le but de cette race ancienne est de revivre des émotions à travers celles des humains qu’ils observent. Ils ont sélectionné huit humains représentatifs des périodes troublées de l’histoire. L’expérience est terminée ... il est si fatigué et si loin de chez lui. Il les invite à ouvrir la porte du retour. Ils ne se rappelleront plus de rien.

### Another Time, Another Space
Le hippie se demande s’il s’agissait d’un rêve, cela semblait si réel. L’homme du futur se demande si sa mémoire n’a pas été effacée et remplacée par des informations mensongères. Ils sentent tous deux un étrange vide en eux. Le romain, quant à lui, sent que toutes ses peurs ont disparu. Enfin, le chevalier estime avoir trouvé son Graal dans un rêve magique.

## Personnel

### Voix
- Edwin Balogh (Ancien-Omega) en tant que 'Roman'.
- Sharon den Adel (Within Temptation) en tant que 'Indian'.
- Jay van Feggelen (Ancien-Bodine (groupe)) en tant que 'Barbarian'.
- Fish (Ancien-Marillion) en tant que 'Highlander'.
- Anneke van Giersbergen (The Gathering) en tant que 'Egyptian'.
- Arjen Anthony Lucassen en tant que 'Hippie'.
- Edward Reekers (ancien-Kayak) en tant que 'Futureman'.
- Damian Wilson (ancien-Rick Wakeman, Threshold, Landmarq) en tant que 'Knight'.
- Robert Westerholt (Within Temptation) et George Oosthoek (Orphanage) en tant que 'Death'
- Peter Daltrey (ancien-Kaleidoscope) en tant que 'Forever of the Stars'.

### Instruments
- Roland Bakker - Tous les Orgue Hammonds
- Taco Kooistra - Violoncelle
- Arjen Anthony Lucassen - Toutes les guitares électriques et acoustiques, mandoline, guitare basse, Minimoog, Mellotron et claviers.
- Rene Merkelbach - Solo de synthétiseur sur les pistes 5 et 14; clavecin sur la piste 9.
- Clive Nolan (Arena) - Solo de synthétiseur sur la piste 3.
- Ernő Oláh - violons
- Jack Pisters - sitar
- Ton Scherpenzeel (Kayak) - Solo de synthétiseur sur la piste 12.
- Robby Valentine - Tous les pianos, Solo de synthétiseur sur les pistes 2, 3 et 11; Mellotron sur la piste 13.
- Thijs van Leer (Focus) - flute sur la piste 3, 4, 9 et 10
- Ed Warby (Gorefest) - Batteries